# Правда (телепрограма)
«Правда Романа Скрипіна» також «Правда Віталія Портникова» — авторська програма-інтерв'ю, що транслювалася з 12 січня 2009 по 1 липня 2011 року на українському каналі «ТВі».

## Історія
12 січня 2009 року на каналі «ТВі» стартувало нове політичне ток-шоу. Оскільки його ведучими почергово через тиждень є Роман Скрипін та Віталій Портников, одного тижня шоу має назву «Правда Романа Скрипіна», іншого — «Правда Віталія Портникова».
Гостями студії стають політики, політологи, громадські діячі, які відкривають правду про найважливіші події дня,- повідомляє прес-служба каналу «ТВі».
Першим гостем «Правди Віталія Портникова» став колишній Президент України Леонід Кравчук.
30-хвилинна програма виходила в ефір від понеділка до четверга о 23:00 на телеканалі «ТВі».